# Šumet (żupania splicko-dalmatyńska)
Šumet – wieś w Chorwacji, w żupanii splicko-dalmatyńskiej, w gminie Proložac. W 2011 roku liczyła 324 mieszkańców.